# Sven Lindman
Sven Lindman (19 aprile 1942) è un ex calciatore svedese, di ruolo centrocampista.

## Carriera
Con la Nazionale svedese ha preso parte ai Mondiali 1974.

## Palmarès

### Club

#### Competizioni nazionali
- Campionato svedese: 1

Djurgården: 1966
- Coppa d'Austria: 1

Rapid Vienna: 1968-1969